# Hecatera deserticola
Hecatera deserticola är en fjärilsart som beskrevs av Otto Staudinger 1879. Hecatera deserticola ingår i släktet Hecatera och familjen nattflyn. Inga underarter finns listade i Catalogue of Life.